# Acacia phlebophylla
Acacia phlebophylla là một loài thực vật có hoa trong họ Đậu. Loài này được H.B.Will. miêu tả khoa học đầu tiên.
Loài này chỉ được biết đến từ các sườn đá granit trên cao của Công viên Quốc gia Núi Buffalo, Victoria, Úc, nơi chúng hiện diện trên 350 mét trong rừng và vùng đất nóng thường nằm giữa các tảng đá granit.